# Bakke Bro i Flekkefjord
Bakke Bro  er en bro over Siraelven, mellem Sirdalsvatnet og Lundevatnet i Flekkefjord kommune i Agder fylke, og er Norges ældste hængebro for vejtrafik. Den blev åbnet i 1844 som  en del af Vestlandske hovedvej mellem hovedstaden og Stavanger. Vejen videre delte sig, så man enten kunne rejse til gårdene på vestsiden af Sirdalsvatnet (Virakveien går nu hele strækningen til Tonstad), eller køre over Tronåsen for at komme til Moi og længere mod vest.
Broen er fredet efter kulturminneloven.  Bakke bro er nu blevet erstattet med en ny bro og er markeret som seværdighed på E39 sammen med Tronåsveien.